# Schrödinger-egyenlet
A kvantummechanikában egy fizikai rendszer ismerete ekvivalens annak teljes állapotterének ismeretével. Ez általában egy végtelen dimenziós lineáris tér, nevezetesen a Hilbert-tér, aminek minden eleme a rendszer állapotának megfeleltethető állapotvektor.
Az állapotok időbeli fejlődése egy a Hilbert-téren ható, "idő paraméterű" operátorral jellemezhető. Amennyiben a rendszer időben eltolható, ez az operátor egy folytonos csoport eleme. Neve: Green-operátor.
A csoport infinitezimális generátora, azaz az időfejlődés generátora a Hamilton operátor.
A Schrödinger-egyenlet egy állapotegyenlet. Létezik időfüggetlen és időfüggő formája is. Az időfüggetlen formája egy energiasajátérték-egyenlet.

## Az időfüggetlen Schrödinger-egyenlet
A kvantummechanikában a fizikai mennyiségek matematikai leírására operátorokat használnak. Kvantumrendszerek mérésekor a mérési eredmény az ahhoz a megfigyelhető mennyiséghez hozzárendelt operátor valamelyik sajátértékével egyezik meg. A kvantummechanikában a fizikai, megfigyelhető mennyiségekhez lineáris, hermitikus operátorokat rendelnek.
Azon klasszikus mechanikai rendszerek esetében, melyek rendelkeznek Hamilton-függvénnyel, a Hamilton-függvény alakja Descartes-koordinátákban
{\displaystyle \ H=T+V,}
ahol T a rendszer kinetikus energiája és V a rendszer potenciális energiája. A Hamilton-függvény egy klasszikus, tiszta állapot, azaz a rendszer fázisterének pontjai a teljes energiáját adja meg.
A kvantummechanikában a kvantumrendszer energiáját a Schrödinger-féle energiasajátérték-egyenlet határozza meg. A sajátértékegyenletben szereplő operátor (Hamilton-operátor) a rendszer klasszikus fizikai analogonja (ha létezik ilyen) Hamilton-függvényének operátorosításával történik (Ez az úgynevezett kanonikus kvantálás):
{\displaystyle H=T+V\longrightarrow {\hat {H}}={\hat {T}}+{\hat {V}},}
a sajátértékegyenlet pedig:
{\displaystyle {\hat {H}}|\psi \rangle =E|\psi \rangle ,\quad |\psi \rangle \in {\mathcal {H}},\quad E\in \mathbb {R} ,}
ahol {\displaystyle |\psi \rangle \in {\mathcal {H}}} a kvantumállapot, mely a {\displaystyle {\mathcal {H}}}, a rendszer modelljeként szolgáló Hilbert-tér eleme. Az energiasajátértékek megadják a rendszer mérése során előforduló lehetséges energiaértékeket.
A mondottakat általában az egyetlen tömegpont kvantummechanikai leírásával szemléltetik. Ha a tömegpont kényszer nélkül mozog {\displaystyle \mathbb {R} ^{3}}-ban és létezik klasszikus mechanikai Hamilton-függvénye, akkor annak alakja:
{\displaystyle H(\mathbf {x} ,t)={\frac {\mathbf {p} ^{2}}{2m}}+V(\mathbf {x} ,t),}
ahol {\displaystyle m\in \mathbb {R} } a tömegpont tömege, p a tömegpont impulzusa, V pedig a mozgást meghatározó potenciál. Koordinátareprezentációban a kvantummechanikára való áttérés úgy történik, hogy az impulzus komponenseihez és a potenciálhoz {\displaystyle L^{2}(\mathbf {R} ^{3})}-on ható operátorokat rendelnek:
{\displaystyle p_{x}\longrightarrow {\hat {p}}_{x}=-i\hbar {\frac {\partial }{\partial x}}\quad p_{y}\longrightarrow {\hat {p}}_{y}=-i\hbar {\frac {\partial }{\partial y}}\quad p_{z}\longrightarrow {\hat {p}}_{z}=-i\hbar {\frac {\partial }{\partial z}},}
valamint
{\displaystyle V\longrightarrow {\hat {V}}=V{\hat {I}},}
ahol {\displaystyle {\hat {I}}} az identitásoperátor. Mind a potenciál, mind az impulzusoperátorok hermitikusak, így megfigyelhető mennyiségeket határoznak meg. Behelyettesítés után a Schrödinger-egyenlet a következő alakot ölti:
{\displaystyle \left(-{\frac {\hbar ^{2}}{2m}}\Delta +V(x,y,z){\hat {I}}\right)|\psi \rangle =E|\psi \rangle ,}
ahol {\displaystyle \Delta } a Laplace-operátor:
{\displaystyle \Delta ={\frac {\partial ^{2}}{\partial x^{2}}}+{\frac {\partial ^{2}}{\partial y^{2}}}+{\frac {\partial ^{2}}{\partial z^{2}}}.}

## Az időfüggő Schrödinger-egyenlet
Az időfüggő Schrödinger-egyenlet egy nemrelativisztikus kvantummechanikai rendszer állapotának az időbeli változását írja le, más szóval ez a nemrelativisztikus kvantummechanikai rendszer mozgásegyenlete. Alakja a következő:
{\displaystyle {\hat {H}}\Psi =i\hbar {\frac {\partial \Psi }{\partial t}}}
vagy bővebben,
{\displaystyle \left(-{\frac {\hbar ^{2}}{2m}}\Delta +V(x,y,z,t)\right)\Psi (x,y,z,t)=i\hbar {\partial  \over \partial t}\Psi (x,y,z,t)}.

## A Klein–Gordon-egyenlet
A Klein–Gordon-egyenlet az időfüggő Schrödinger-egyenlet relativisztikus verziója.
{\displaystyle {\frac {1}{c^{2}}}{\frac {\partial ^{2}}{\partial t^{2}}}\psi -\nabla ^{2}\psi +{\frac {m^{2}c^{2}}{\hbar ^{2}}}\psi =0.}

## Lásd még
- Schrödinger macskája